# 切贝尼
切贝尼，是匈牙利巴兰尼亚州所辖的一个村。总面积3.76平方公里，总人口104，人口密度27.7人/平方公里（2011年1月1日）。